# Crossroad (Okui Maszami-album)
A Crossroad Okui Maszami nyolcadik nagylemeze, amelyet 2002. szeptember 4-én jelentetett meg a King Records kiadó.

## Információk
- Ez az első album, melyet a mai[mikor?] zenekarával vett fel. Részben ezért is kapta az album a Crossroad (válaszút) címet, mert ezzel utal az énekesnő arra, hogy új úton indul el, és a lemez borítóján is egy útelágazásnál néz szét.
- Ez az első album (és ezzel egy negatív sorozat indul el) mely nem tudott felkerülni a heti japán lemezeladási Top 30-as listára, ugyanis csak a harmincnegyedik helyet érte el, de így is elkelt belőle 10 000 példány.

## Dalok listája
1. Scramble (スクランブル?) 5:24
2. Love Rocket ni natte (ラブロケットniなって?) 4:43
3. Kimi to boku ni dekiru koto (君と僕にできること?) 4:44
4. Happy Place 4:14
5. Strawberry Fields 5:20
6. Stillness 5:24
7. Mission 4:44
8. Necessary 4:47
9. Be Free 4:53
10. Bird 4:44
11. High High High 4:16
12. Iivake (いいわけ?) 4:42
13. Nemurenai joru ga kureta mono (眠れない夜がくれたもの?) 3:49

## Az albumból készült kislemez
- Happy Place (2002. augusztus 22.)